# Nutrigenomica
La scienza che studia i rapporti tra il patrimonio genetico, il genoma, e la variabilità interindividuale ai cibi è la nutrigenetica (anche genetica nutrizionale), un termine introdotto da Brennan nel 1975, mentre la disciplina che si occupa di studiare correlazioni tra alimenti e modifiche del DNA è la nutrigenomica (anche genomica nutrizionale).
Il progetto Genoma e il progetto SNPs, hanno chiarito che tra i genomi dei singoli individui esistono milioni di piccole differenze, che condizionano fortemente le caratteristiche dei tessuti, degli organi e delle cellule umane e che determinano la predisposizione di un soggetto a rispondere ad una determinata dieta, con influenze più o meno positive.
La nutrigenomica è una scienza multidisciplinare che riesce a combinare la genetica con la nutrizione, cercando di svolgere un attivo ruolo preventivo, in difesa dell'organismo. La nutrigenomica prevede quindi l'applicazione di tecniche genomiche a problemi nutrizionali e alimentari. In definizione la nutrigenomica studia l'effetto del cibo e dei suoi costituenti sull'espressione genica. Ciò significa che la nutrigenomica è la ricerca che si focalizza sull'identificazione e la comprensione dell'interazione a livello molecolare tra sostanze nutritive e altri bioattivi alimentari con il genoma.
I nutrienti, oltre che esplicare un effetto nutritivo, influenzano l'espressione di geni, la sintesi o la demolizione di proteine, attivando o inibendo vie metaboliche. Compito della nutrigenomica è quello di esaminare tali processi.
Nell'ultimo decennio si sono moltiplicati gli studi e le ricerche in campo nutrigenomico, attraverso l'elaborazione di test genetici volti a svelare le mutazioni, responsabili di alcune delle più comuni e gravi patologie, quale il diabete, l'ipercolesterolemia, le intolleranze alimentari (intolleranza al lattosio) e il cancro, ma anche attraverso un'attenta indagine sui benefici che alcune categorie di alimenti apportano se introdotti preferenzialmente nella dieta.
La nutrigenomica ha aperto una nuova frontiera ed ha creato un nuovo approccio scientifico, imperniato sulla prevenzione e sulla diagnosi genetica combinate insieme. Una corretta e mirata nutrizione unita alla diversità genotipica di ciascun individuo ha chiarito non solo le linee guida per la prevenzione ad un vasto numero di patologie ma ha permesso lo sviluppo di nuove terapie sperimentali, coadiuvanti la cura ed il miglioramento di malattie complesse. 

## Nella cultura popolare e pseudoscientifica
La nutrigenomica vera e propria è una scienza nuova e con pochi risultati definitivi; al contrario il termine viene spesso utilizzato nella letteratura pseudoscientifica e in molti prodotti da banco correlati all'alimentazione, per giustificare ipotesi e proprietà mai dimostrate.